# Sand-Gleichung
Die Sand-Gleichung bezieht sich auf chronopotentiometrische Experimente:
{\displaystyle J\cdot {\sqrt {\tau }}={\frac {1}{2}}\cdot z\cdot F\cdot {\sqrt {\pi \cdot D}}\cdot c_{0}}
mit
- Stromdichte {\displaystyle J}
- Übergangszeit (Transitionszeit, Sand-Zeit) {\displaystyle \tau }
- Diffusionskoeffizient {\displaystyle D}
- Konzentration {\displaystyle c_{0}} der Reaktanden.

Zu den wichtigsten Anwendungen der Sand-Gleichung zählt die Bestimmung des Diffusionsparameters D anhand einer vorgegebenen Stromdichte aus der experimentell ermittelten Sand-Zeit τ:
{\displaystyle \Leftrightarrow D={\frac {\tau }{\pi }}\left({\frac {2J}{z\cdot F\cdot c_{0}}}\right)^{2}}.
Die Gleichung lässt sich aus dem zweiten Fick’schen Gesetz unter der Annahme einer linearen Diffusion herleiten. Für diese Annahme muss der Strom im Grenzbereich, d. h. die Diffusion der geschwindigkeitsbestimmende Schritt der Umsetzung sein.
Die Gleichung wurde zusammen mit ihrer Herleitung 1899, 1900 und 1901 durch den Elektrochemiker Henry Julius Salomon Sand (1873–1944) veröffentlicht und ist daher nach ihm benannt.

## Hintergrund
Bei einer Elektrolyse müssen die an der Elektrode reagierenden Moleküle oder Ionen zur Elektrodenoberfläche gelangen, indem sie durch die Lösung diffundieren. Dabei werden sie eventuell durch das elektrische Feld der von außen angelegten Spannung unterstützt (Elektromigration, d. h. durch vom elektrischen Feld angeregten Transport). Die Sand-Gleichung beschreibt einen Zusammenhang, der bei Elektrolysen mit Gleichstrom von Bedeutung sein kann, wenn diese bei einer konstanten Stromstärke durchgeführt werden, d. h. mit einem Galvanostaten. Sie ist relevant, wenn die konstante Stromstärke so groß ist, dass die an der Elektrode reagierenden Ionen oder Moleküle schneller durch die elektrochemische Reaktion verbraucht werden, als durch Transport (Diffusion und Migration) aus der Elektrolytlösung nachgeliefert werden können. Die Stromstärke ist dann größer als die sogenannte Grenzstromdichte. Die Lösung vor der Elektrode verarmt daher zunehmend an Reaktionspartnern: Die Konzentration der reagierenden Substanzen sinkt immer weiter ab und wird nach einer bestimmten Zeit schließlich Null. Diese Zeit wird Übergangszeit oder Sand-Zeit τ genannt. Die bis zu diesem Zeitpunkt abgelaufenen Elektrolysereaktionen sind dann nicht mehr möglich. Der Galvanostat muss daher die Spannung erhöhen, um die Stromstärke konstant zu halten. Im einfachsten Fall ist daher die Zeit bis zu einem deutlichen Anstiegs der Elektrolysespannung die Sand-Zeit τ.

## Voraussetzungen
Die Gleichung ist nur dann gültig, wenn eine Makroelektrode (mit planarem Diffusionsfeld, d. h. größer als 25 μm in Länge und Breite) verwendet wird. Außerdem ist eine Voraussetzung, dass die Lösung nicht gerührt wird und dass auch keine Konvektionsströmungen auftreten. Sand hat dazu vorgeschlagen, die Elektroden horizontal anzuordnen und diejenige Elektrode oben anzuordnen, bei der die Dichte des Elektrolyten während der Elektrolyse abnimmt.
Wenn die Gleichung nicht nur näherungsweise gelten soll, muss der Stromfluss vernachlässigbar sein, der durch die Aufladung der elektrochemischen Doppelschicht entsteht. Ist dies nicht der Fall, weil z. B. die Konzentration des Reaktanden {\displaystyle c_{0}} sehr klein ist, sollte eine Korrektur ausgeführt werden. Dazu kann man den Einfluss der Doppelschichtkapazität experimentell bestimmen, indem ein Chronopotentiogramm des Elektrolyten ohne Reaktant, d. h. für {\displaystyle c_{0}=0}, aufgenommen wird.

## Bedeutung
Sands Veröffentlichung von 1901 gehört zu den 100 meistzitierten Arbeiten des Philosophical Magazine für den Zeitraum zwischen 1945 und 2002.